# Fierce People
Fierce People är en amerikansk-kanadensisk långfilm från 2005 i regi av Griffin Dunne, med Diane Lane, Anton Yelchin, Donald Sutherland och Chris Evans i rollerna.

## Handling
En massageterapeut inser att det är dags att förändra sitt liv när hennes son hamnar i problem. Hon börjar drömma om att lämna New York. Planen är att följa med sin sons far, en antropolog som studerar folkstammen Yanomamo eller "Fierce People", till ett primitivt Sydamerika. Men det går inte riktigt som de tänkt sig och istället hamnar de på ett rikemansgods, där frestelserna inte är färre.

## Rollista
| Diane Lane        | – Liz Earl         |
| Anton Yelchin     | – Finn Earl        |
| Donald Sutherland | – Ogden C. Osborne |
| Chris Evans       | – Bryce            |
| Kristen Stewart   | – Maya             |
| Paz de la Huerta  | – Jilly            |
| Blu Mankuma       | – Gates            |
| Elizabeth Perkins | – Mrs. Langley     |
| Christopher Shyer | – Dr. Leffler      |
| Garry Chalk       | – McCallum         |
| Ryan Mcdonald     | – Ian              |
| Dexter Bell       | – Marcus Gates     |
| Kaleigh Dey       | – Paige            |
| Aaron Brooks      | – Giacomo          |
| Jeff Westmoreland | – Whitney          |